# Vyhnánov (Kohoutov)
Vyhnánov (něm. Wihnan) je malá vesnice, součást (základní sídelní jednotka) obce Kohoutov v okrese Trutnov. Nachází se asi 1¾ km na severovýchod od Kohoutova, necelých 9 km severovýchodně od města Dvůr Králové nad Labem. Východním okrajem vesnice protéká potok Běluňka, na jehož druhém břehu již leží sousední osada Běluň. K roku 2001 zde sčítání lidu udávalo 5 domů a 8 trvale žijících obyvatel.
Vyhnánov leží v katastrálním území Kohoutov o rozloze 7,41 km2.

## Historie
V písemných pramenech se vesnice poprvé připomíná k roku 1476 (in Wihnanowie).

## Pamětihodnosti
- Kaple sv. Anny,[5] na návsi
- Kamenný kříž,[6] u jv. nároží kaple
- Hrázděná hasičská zbrojnice,[6] technická památka, na návsi, o několik desítek metrů východněji
- Mlynářský kříž,[6] jv. od vesnice (přibližné souř. 50°27′20″ s. š., 15°56′7″ v. d.)